# MTU Aero Engines
MTU Aero Engines AG là một hãng phát triển, sản xuất và bảo trì động cơ hàng không dân sự và quân sự. Các khách hàng của nó là các hãng khác cũng sản xuất và bảo trì động cơ máy bay, và động cơ tuốc bin khí trong kỹ nghệ, cũng như các hãng hàng không ở khắp mọi nơi trên thế giới.

## Lịch sử
Tiền thân của MTU là hãng BMW Flugmotorenbau GmbH, được thành lập vào năm 1934. Năm 1936 hãng này chuyển tới München-Allach, nơi mà trung tâm hãng MTU hiện thời đang hoạt động. Khi đại chiến thứ hai kết thúc, thì Đức cũng chấm dứt sản xuất động cơ máy bay. Hãng chỉ được sửa chữa xe cộ của quân đội Hoa Kỳ, cho tới năm 1954 thì hãng này mới được sản xuất động cơ máy bay trở lại. Năm 1959, hãng có tên là BMW Triebwerkbau GmbH được giấy phép sản xuất động cơ General Electric J79-11A cho máy bay phản lực Lockheed F-104G Starfighter.

Vào năm 1960, MAN AG mua 50% cổ phần của hãng và 5 năm sau đó cả 50% còn lại. Hãng mới được giấy phép sản xuất động cơ Tyne từ Rolls-Royce. 
Vào mùa thu 1968, theo sự yêu cầu của bộ Quốc phòng Đức, mà muốn các hãng sản xuất động cơ máy bay hợp lại, MAN Turbo GmbH và Daimler-Benz thành lập hãng Entwicklungsgesellschaft für Turbomotoren GmbH mỗi hãng có phần 50%. Một trong những hoạt động đầu tiên là việc phát triển động cơ RB199-34R được sử dụng trong máy bay chiếu đấu của Âu châu, Panavia Tornado. 
Vào tháng 7 năm 1969, hãng được đổi tên thành Motoren- und Turbinen-Union GmbH (MTU) có 2 bộ phận. MTU München, hãng mẹ, chịu trách nhiệm cho động cơ máy bay, trong khi MTU Friedrichshafen, hãng con, chịu trách nhiệm cho động cơ dầu Diesel và các tuộc bin khí khác.
In 1985, Daimler-Benz mua 50% cổ phần của MAN tại hãng này, và biến MTU thành một phần thuộc chi nhánh hàng không của nó (DASA). Trong năm 2000, khi DASA nhập với các hãng khác để lập ra EADS, MTU bị tách tời ra khỏi DASA, tuy nhiên vẫn là một phần của DaimlerChrysler. Năm 2003, MTU được bán cho hãng đầu tư KKR, mà đã đưa MTU vào ngày 6 tháng 6 năm 2005 lên thi trường chứng khoán. Cổ phần hãng vào ngày 19 tháng 9 năm 2005 được đưa vào MDAX. " Tháng giêng năm 2006, KKR bán tất cả cổ phần của nó trên thị trường chứng khoán.
Hãng này có chi nhánh ở khắp mọi nơi: Vancouver, British Columbia; Rzeszów, Ba Lan và Châu Hải, Trung Quốc.

## Sản phẩm

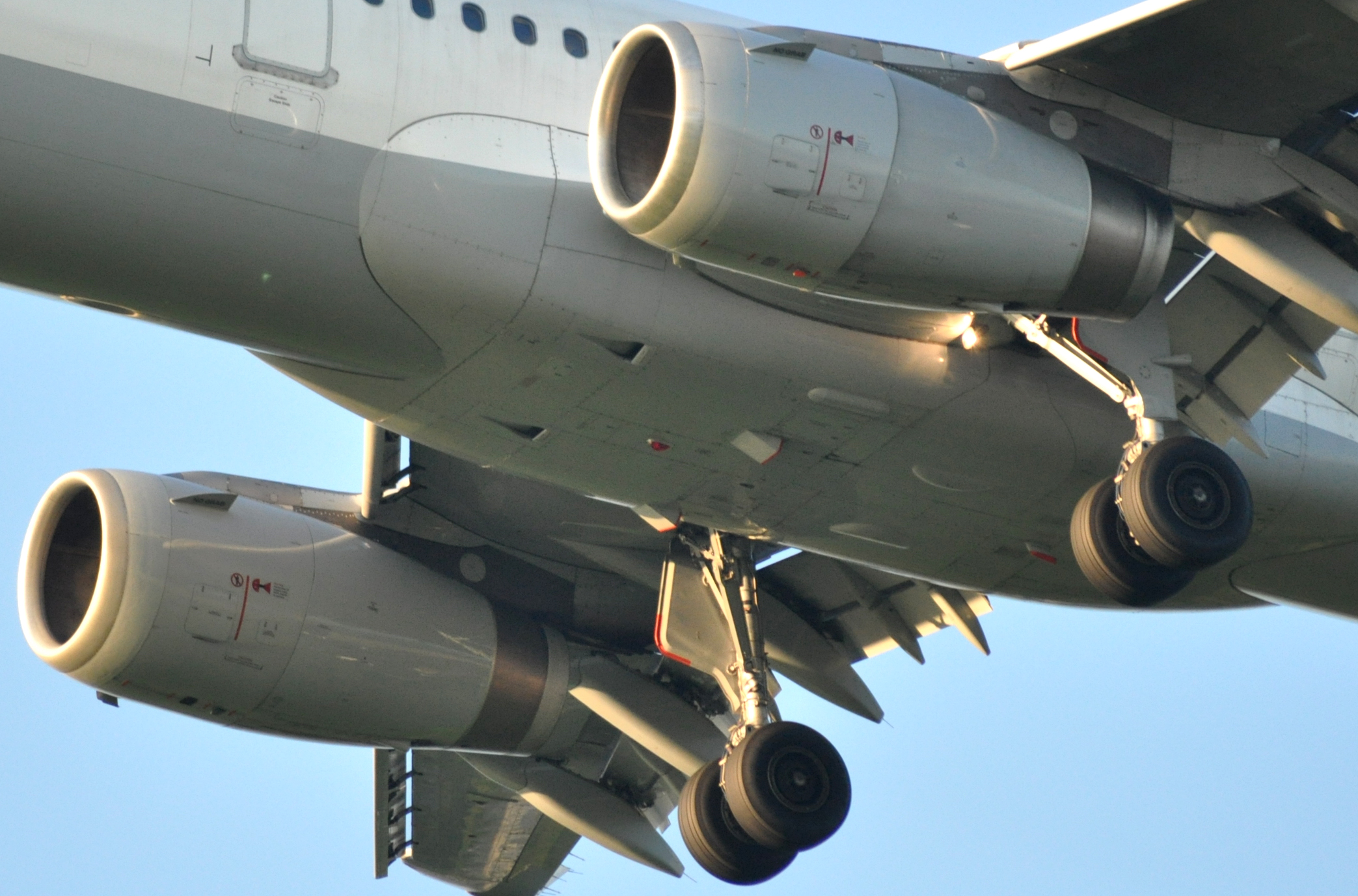
Động cơ V2500 tại một chiếc Lufthansa Airbus A321

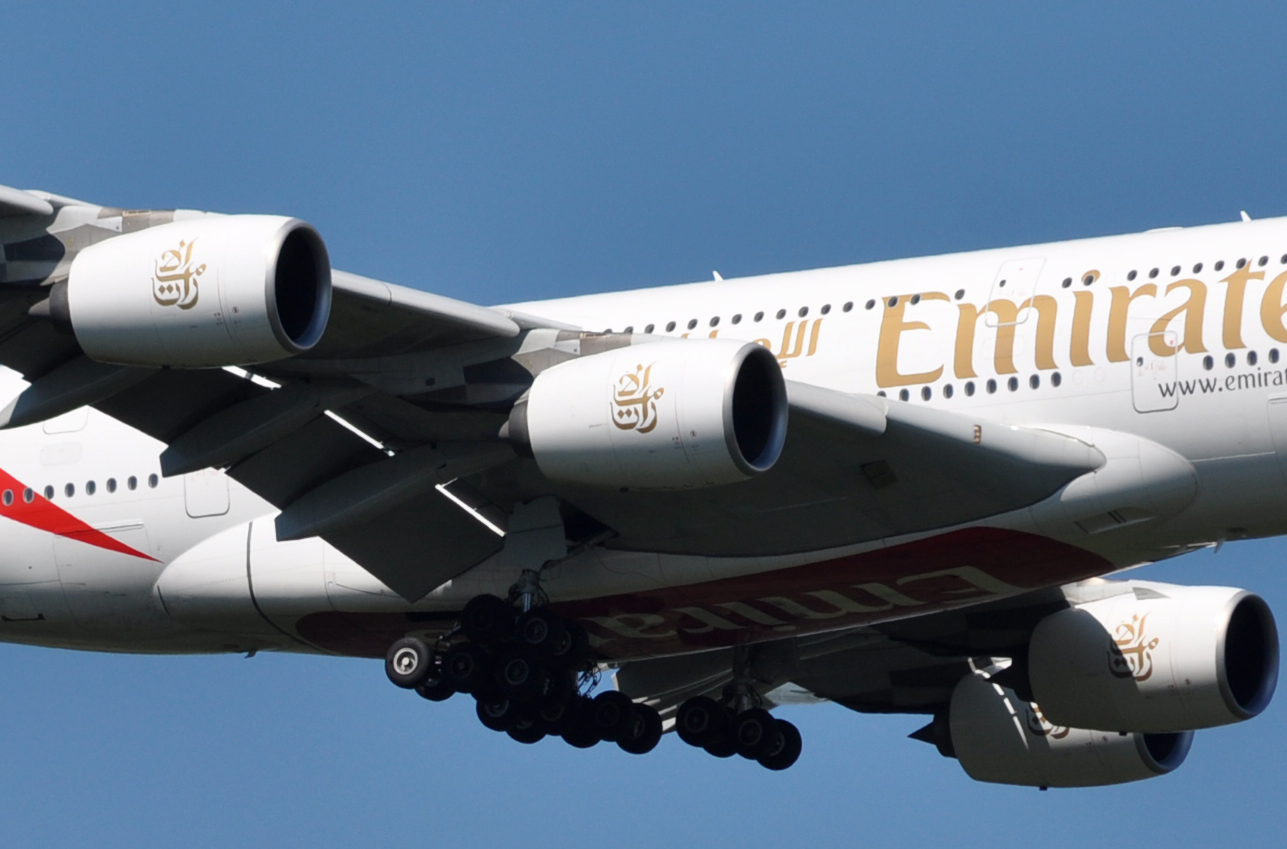
4 động cơ GP7000 tại một chiếc Airbus A380

### Dân sự[7]
- PW4000Growth, cùng phát triển với Pratt & Whitney.
- PW1000G, cùng phát triển với Pratt & Whitney.
- PW2000, cùng phát triển với Pratt & Whitney.
- PW6000, cùng phát triển với Pratt & Whitney.
- PW300, cùng phát triển vớio Pratt & Whitney.
- PW500, cùng phát triển với Pratt & Whitney.
- JT8D, cùng phát triển với Pratt & Whitney.
- GP7000, cùng phát triển với Engine Alliance.
- V2500, cùng phát triển với International Aero Engines.
- GEnx, cùng phát triển vớiGeneral Electric.
- CF6, thầu lại của General Electric.

### Quân sự[8]
- TP400, Một phần của tổ hợp Europrop International.
- EJ200, Một phần của tổ hợp EuroJet Turbo GmbH.
- MTR390, Một phần của tổ hợp MTU Turbomeca Rolls-Royce (MTR).
- RB199, Một phần của tổ hợp Turbo-Union.
- F414, thầu lại của General Electric.
- F110, thầu lại của General Electric.
- J79, cùng phát triển với General Electric.
- GE38, cùng phát triển với General Electric.
- T64, cùng phát triển với General Electric.